# (464586) 2016 CZ100
(464586) 2016 CZ100 es un asteroide perteneciente al cinturón de asteroides, descubierto el 5 de julio de 2000 por el equipo Spacewatch desde el Observatorio Nacional de Kitt Peak (Arizona, Estados Unidos).